# 숏케치북
솟케치북은 SBS 개그 프로그램 웃음을 찾는 사람들 출신 개그맨인 남호연, 안정빈이 운영하고 있는 채널이다.